# Giuseppe Lobianco
Giuseppe Lobianco (Bacoli, 15 gennaio 1900 – Napoli, 26 novembre 1980) è stato un calciatore italiano, di ruolo difensore.

## Carriera

Lobianco nel 1929 ai tempi del Vomero, porta un attacco alla porta del Siracusa

Iniziò la carriera nel 1919 giocando per i Diavoli Rossi della Puteolana, la squadra campana più forte agli inizi degli anni venti, per tre campionati nella massima divisione nazionale. Nel 1922, dopo aver giocato una sola gara con la maglia della Ilva Bagnolese passò al Savoia, disputando altri tre tornei nella medesima categoria. Con i bianchi di Torre Annunziata si laureò campione dell'Italia Centromeridionale e vicecampione d'Italia, totalizzando 43 gettoni di presenza ed una rete, siglata il 7 dicembre 1924, su calcio di rigore, contro l'Internaples. Nel 1925 fu ceduto alla Bagnolese dove disputò il suo ultimo campionato in massima serie. Nel 1927 passò alla Salernitana e poi tornò alla Bagnolese fino al 1933.

## Statistiche

### Presenze e reti nei club
| Stagione         | Squadra          | Campionato       | Campionato | Campionato | Coppe nazionali | Coppe nazionali | Coppe nazionali | Altre coppe | Altre coppe | Altre coppe | Totale | Totale |
| Stagione         | Squadra          | Comp             | Pres       | Reti       | Comp            | Pres            | Reti            | Comp        | Pres        | Reti        | Pres   | Reti   |
| ---------------- | ---------------- | ---------------- | ---------- | ---------- | --------------- | --------------- | --------------- | ----------- | ----------- | ----------- | ------ | ------ |
| 1919-1920        | Puteolana        | PC               | 4          | 0          |                 |                 |                 |             |             |             | 4      | 0      |
| 1920-1921        | Puteolana        | PC               | 11         | 7          |                 |                 |                 |             |             |             | 11     | 7      |
| 1921-1922        | Puteolana        | PD               | 12         | 0          |                 |                 |                 |             |             |             | 12     | 0      |
| Totale Puteolana | Totale Puteolana | Totale Puteolana | 27         | 7          |                 |                 |                 |             |             |             | 27     | 7      |
| 1922             | Bagnolese        | PD               | 1          | 0          |                 |                 |                 |             |             |             | 1      | 0      |
| 1922-1923        | Savoia           | PD               | 12         | 0          |                 |                 |                 |             |             |             | 12     | 0      |
| 1923-1924        | Savoia           | PD               | 19         | 0          |                 |                 |                 |             |             |             | 19     | 0      |
| 1924-1925        | Savoia           | PD               | 12         | 1          |                 |                 |                 |             |             |             | 12     | 1      |
| Totale Savoia    | Totale Savoia    | Totale Savoia    | 43         | 1          |                 |                 |                 |             |             |             | 43     | 1      |
| 1925-1926        | Bagnolese        | PD               | ?          | 1          |                 |                 |                 |             |             |             | ?      | 1      |
| 1927-1928        | Salernitana      | SD               | 5          | 0          |                 |                 |                 |             |             |             | 5      | 0      |
| Totale carriera  | Totale carriera  | Totale carriera  | 76         | 9          |                 |                 |                 |             |             |             | 76     | 9      |

## Palmarès

### Club

#### Competizioni nazionali
- Campione dell'Italia Centro Meridionale: 1

Savoia: 1923-1924

#### Competizioni regionali
- Campione Campano: 4

Puteolana: 1921-1922
Savoia: 1922-1923, 1923-1924, 1924-1925